# Teahna Daniels
Teahna Daniels, född 25 mars 1997, är en amerikansk friidrottare som tävlar i kortdistanslöpning.

## Karriär
Vid olympiska sommarspelen 2020 i Tokyo var Daniels en del av USA:s stafettlag som tog silver på 4×100 meter stafett. Individuellt tog hon sig till final på 100 meter och slutade på 7:e plats.

## Personliga rekord
| Utomhus - 100 meter – 10,83 (Eugene, 21 augusti 2021) - 200 meter – 22,51 (Sacramento, 25 maj 2019) | Inomhus - 60 meter – 7,11 (Birmingham, 12 mars 2016) - 200 meter – 23,62 (Lubbock, 13 januari 2018) |